# 二苯乙醇酸
二苯乙醇酸（Benzilic acid）是一种白色晶体的芳香族羧酸，溶于许多伯醇。它可以通过加热二苯基乙二酮，乙醇和氢氧化钾的混合物来制备，该反应称为二苯乙醇酸重排，由李比希在1838年首先报道。
二苯乙醇酸在有机合成上被用作某些乙醇酸盐药品和致幻药物制备的起始物。